# Minitorno

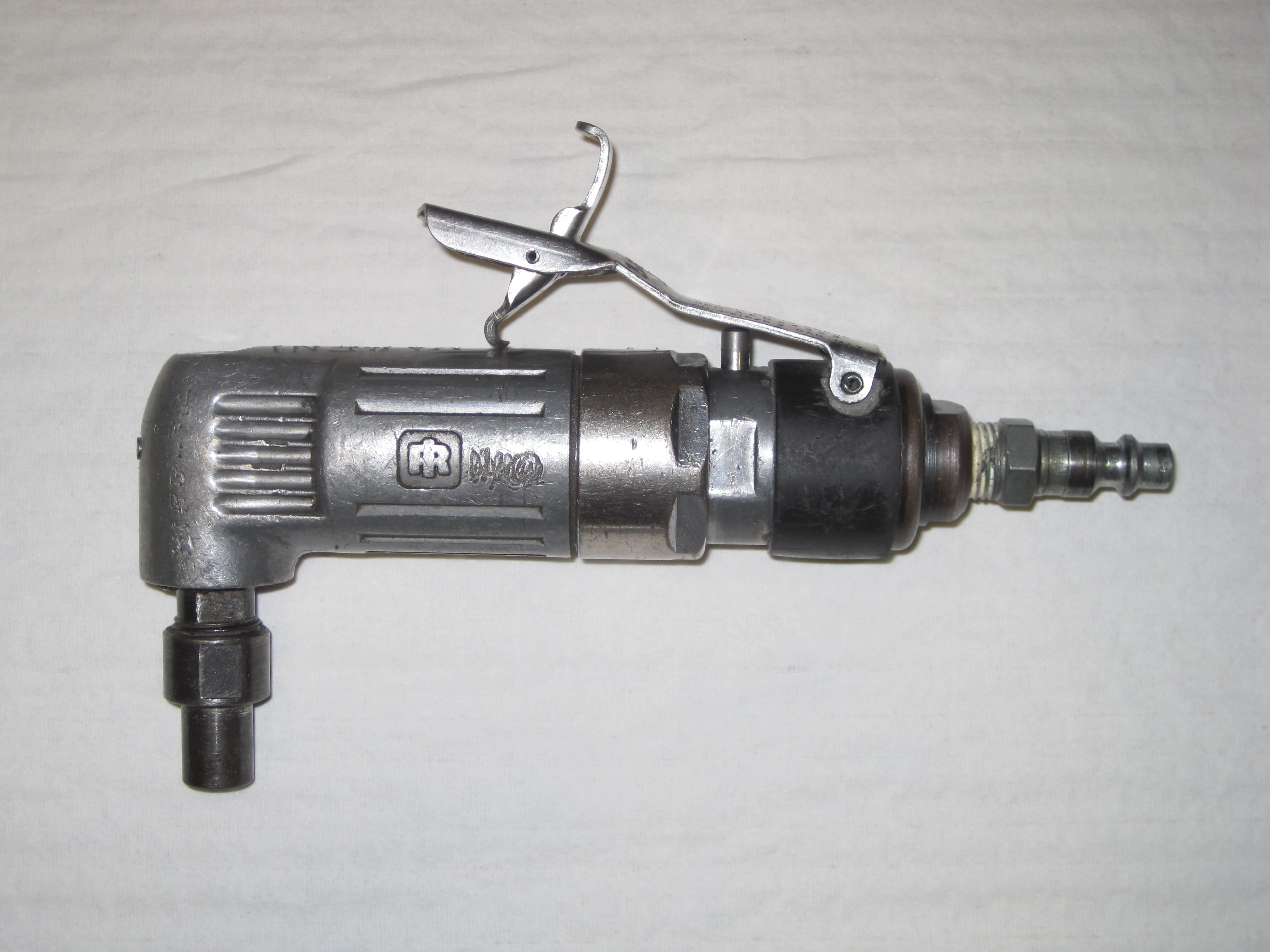
Minitorno neumático con cabezal en ángulo recto.

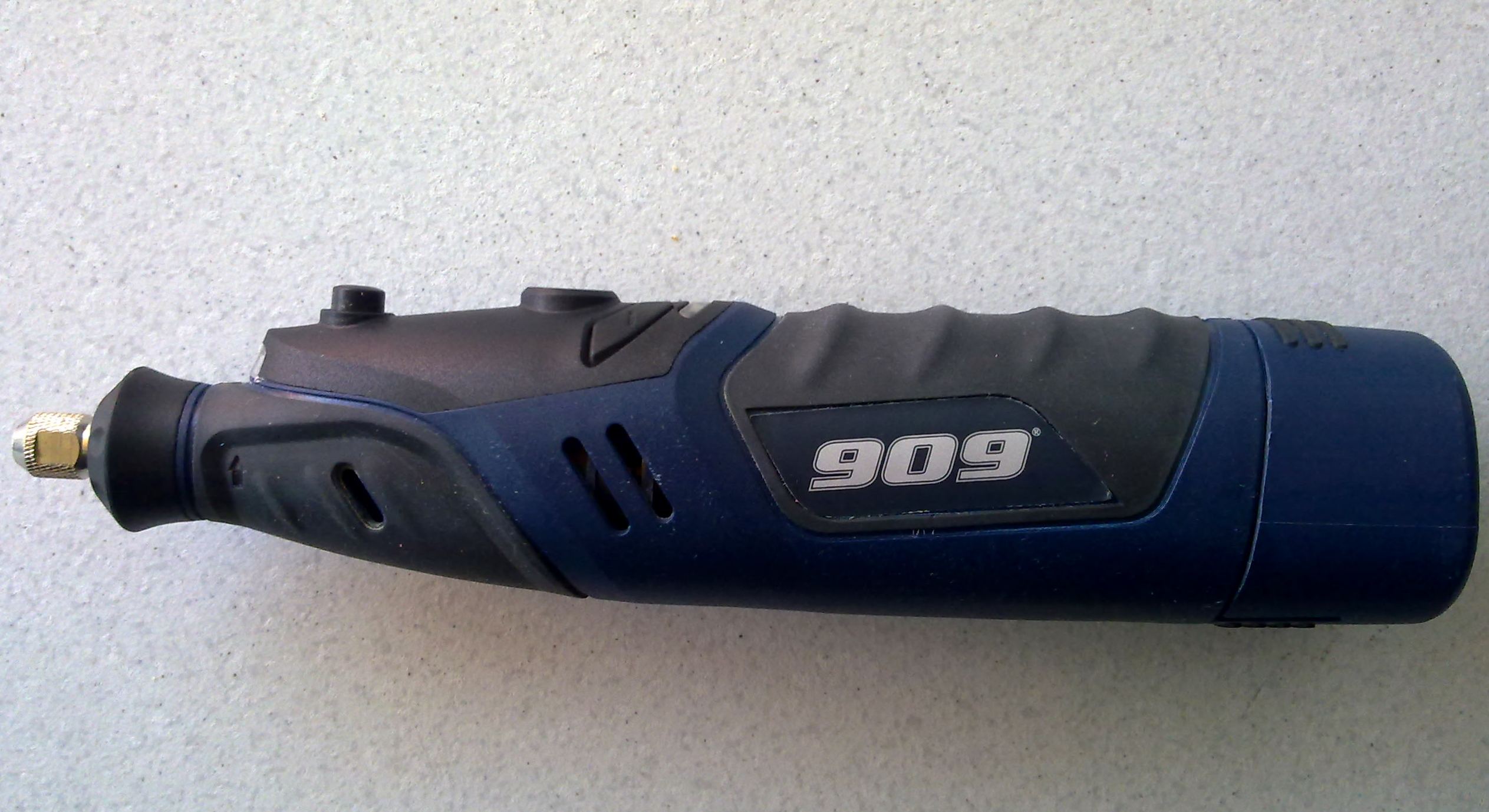
Minitorno inalámbrico alimentado por batería que se utiliza para tareas ligeras.

Un minitorno o herramienta rotativa es una herramienta eléctrica portátil y multiherramienta que se utiliza para amolar, lijar, bruñir, pulir o mecanizar materiales (normalmente metal, pero también plástico o madera). También existen versiones con transmisión por eje flexible.
Especialmente antes de la llegada del uso generalizado del CNC, se dependía mucho de ellas para contornear mediante una habilidad manual comparable a la de un escultor. En la actualidad, el CNC proporciona gran parte del contorneado de superficies interiores de moldes y matrices, pero los minitornos siguen siendo muy útiles para cientos de necesidades de corte, desde contorneado similar al de una escultura en ausencia de CNC, hasta corte de barras de material, pasando por cualquiera de las necesidades de corte y rectificado de la fabricación, como en el trabajo de soldadores, caldereros, mecánicos, herreros, chapistas, hasta carpintería (especialmente ebanistería) y otras actividades comerciales o de ocio. Las rectificadoras de matrices se utilizan a menudo para grabar, perforar culatas y dar forma general a una pieza. 
Los minitornos suelen girar a alta velocidad, normalmente 25.000 rpm. Esto es mucho más rápido que la mayoría de las herramientas de corte. Por ello, se deben utilizar accesorios clasificados para unas rpm tan altas para evitar que la herramienta se rompa.

## Métodos de acción de corte
El corte se puede realizar de varias maneras, entre ellas:
- Rectificado con piedras de abrasivos adheridos.
- Mecanizado con una fresa o una broca pequeña o fresa de extremo.
- Lijado con abrasivo revestido, como pequeños tambores hechos de papel de lija montados en un mandril de goma expansible.
- Bruñido, con puntas montadas de grano fino.
- Lapeado con compuesto de pulido y una fresa montada para incrustarlo.
- Pulido o abrillantado con tambores o láminas de tela o fibra y compuesto de pulido.

## Tipos de puntas/cortadores
- Piedras montadas de muchas formas y varios tamaños.
- Fresas de muchas formas y varios tamaños.
- Brocas pequeñas.
- Hojas de sierra o fresas pequeñas en forma de disco.
- Ruedas de corte abrasivas pequeñas, que funcionan como hojas de sierra excepto que a través del corte abrasivo en lugar del aserrado.
- Tambores de lijado pequeños.
- Ruedas de aletas de lijado pequeñas
- Ruedas, tambores y ruedas de aletas, de tela o fibra (para el compuesto de pulido)
- Discos de pulido montados

## Métodos de sujeción al minitorno
La punta se sujeta normalmente en una boquilla de sujeción, que es un medio conveniente de sujeción en esta aplicación y proporciona la concentricidad necesaria para el uso a altas RPM. También permite cambios rápidos de fresas.  En algunas aplicaciones, se pueden utilizar otros sistemas de sujeción indexables de cambio rápido, similares a los tipos de sujeción indexables que ahora se encuentran comúnmente en los taladros de empuñadura de pistola para el consumidor.

## Seguridad

### Equipo de protección personal (EPP)
La precaución de seguridad más universal en el uso de amoladoras de matrices es protegerse los ojos usando anteojos de seguridad .
Otros EPP comunes en el uso de amoladoras de matrices incluyen:
- Otros protectores para los ojos y la cara, como anteojos de seguridad o máscara protectora, que es simplemente una ventana de policarbonato, que cuelga de una banda para la cabeza, entre la cara y la pieza de trabajo. Todos los protectores oculares vienen en versiones transparentes, así como en varios niveles de sombreado (para el esmerilado que produce suficientes chispas como para justificar el sombreado, como lo hacen el soplete o la soldadura).
- Protección auditiva, como tapones para los oídos o auriculares (los minitornos suelen ser bastante ruidosos, incluso cuando funcionan sin carga, pero aún más mientras cortan).
- Protección de la piel, como guantes de trabajo (y en algunas aplicaciones especiales, ropa ignífuga debido a las chispas, aunque las chispas suelen ser inofensivas en la mayoría de las aplicaciones).
- Protección para los tractos respiratorio y digestivo (boca, garganta, pulmones, intestino), como simples máscaras de papel o, en aplicaciones especiales, una mascarilla. Las máscaras pueden ser triviales en muchas aplicaciones, pero importantes en otras. Cualquier corte abrasivo genera polvo, tanto del abrasivo en sí como de la pieza de trabajo. Dependiendo de los materiales y las cantidades, pueden ser necesarias máscaras.

### Características de seguridad integradas en la herramienta
La mayoría de los gatillos de los minitornos neumáticas cuentan con un mecanismo de "pata de cabra" accionado por resorte entre la palanca del acelerador y el cuerpo de la amoladora. Esto evita que el acelerador se abra (presionándolo hacia el cuerpo de la amoladora) sin la intervención del operador e inhibe la activación accidental. Es similar en principio a los seguros que se utilizan en muchas pistolas.
Las herramientas con motores eléctricos suelen tener características de seguridad eléctrica, como carcasas con conexión a tierra (conectadas a un conductor de conexión a tierra, que utiliza la clavija de conexión a tierra de un enchufe) o doble aislamiento. Algunas pueden tener ambas cosas, pero esto es poco común, porque los requisitos reglamentarios exigen solo una o la otra.